# Seligów
Seligów [pronunciación en polaco: /sɛˈliɡuf/] es un pueblo ubicado en el distrito administrativo de Gmina Łyszkowice, dentro del Distrito de Łowicz, Voivodato de Łódź, en Polonia central. Se encuentra aproximadamente a 4 kilómetros al noreste de Łyszkowice, a 12 kilómetros al sur de Łowicz, y a 42 kilómetros al noreste de la capital regional Łódź.

## Personas notables
- Stanisław Kędziora (1934–2017), obispo católico.